# Indicatif régional 435

Sur cette carte de l'Utah, la région en rouge est desservie par les indicatifs 801 et 385 alors que le reste de l'État est desservi par l'indicatif 435

L'indicatif régional 435 est un indicatif téléphonique régional qui dessert le territoire de l'État de l'Utah aux États-Unis, à l'extérieur de la région métropolitaine de Wasatch Front dans le centre-nord de l'État. Plus précisément, cet indicatif dessert le territoire de l'État situé à l'extérieur des comtés de Salt Lake, Utah, Davis, Weber et Morgan.
Les principales villes couvertes par l'indicatif sont :
- Saint George ;
- Park City ;
- Vernal ;
- Price ;
- Moab ;
- Logan ;
- Tooele.

L'indicatif régional 435 fait partie du Plan de numérotation nord-américain.

## Historique des indicatifs régionaux du Utah
Lors de l'introduction du Plan de numérotation nord-américain, l'indicatif 801 couvrait tout l'État de l'Utah.
Le 21 septembre 1997, l'indicatif régional 801 original était scindé pour créer l'indicatif 435 qui depuis lors couvre le territoire de l'Utah situé à l'extérieur des comtés de Salt Lake, Utah, Davis, Weber et Morgan.
Le 1er juin 2008, l'indicatif 435 a été créé par chevauchement sur l'indicatif 801.